# نهر إيزري
نهر إيزري

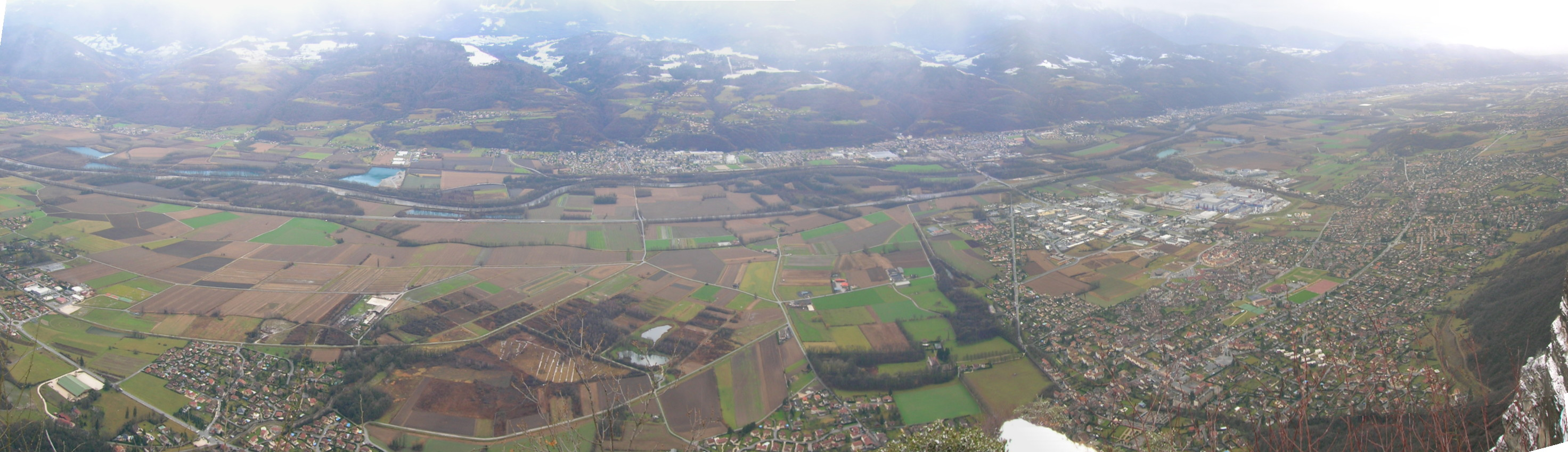
قرية إيزري مكان عبور نهر إبزري

يقع نهر إيزري شمال شرق فرنسا، ومتصل مع نهر الرون، وهو قريب من جبال الالب، ويبلغ طول نهر إيزري 286 كم ومساحة المسطح المائي تبلغ 11800 كم مربع، ويصب النهر في منطقة في مدينة فالينس في جنوب شرق فرنسا.

## معرض صور

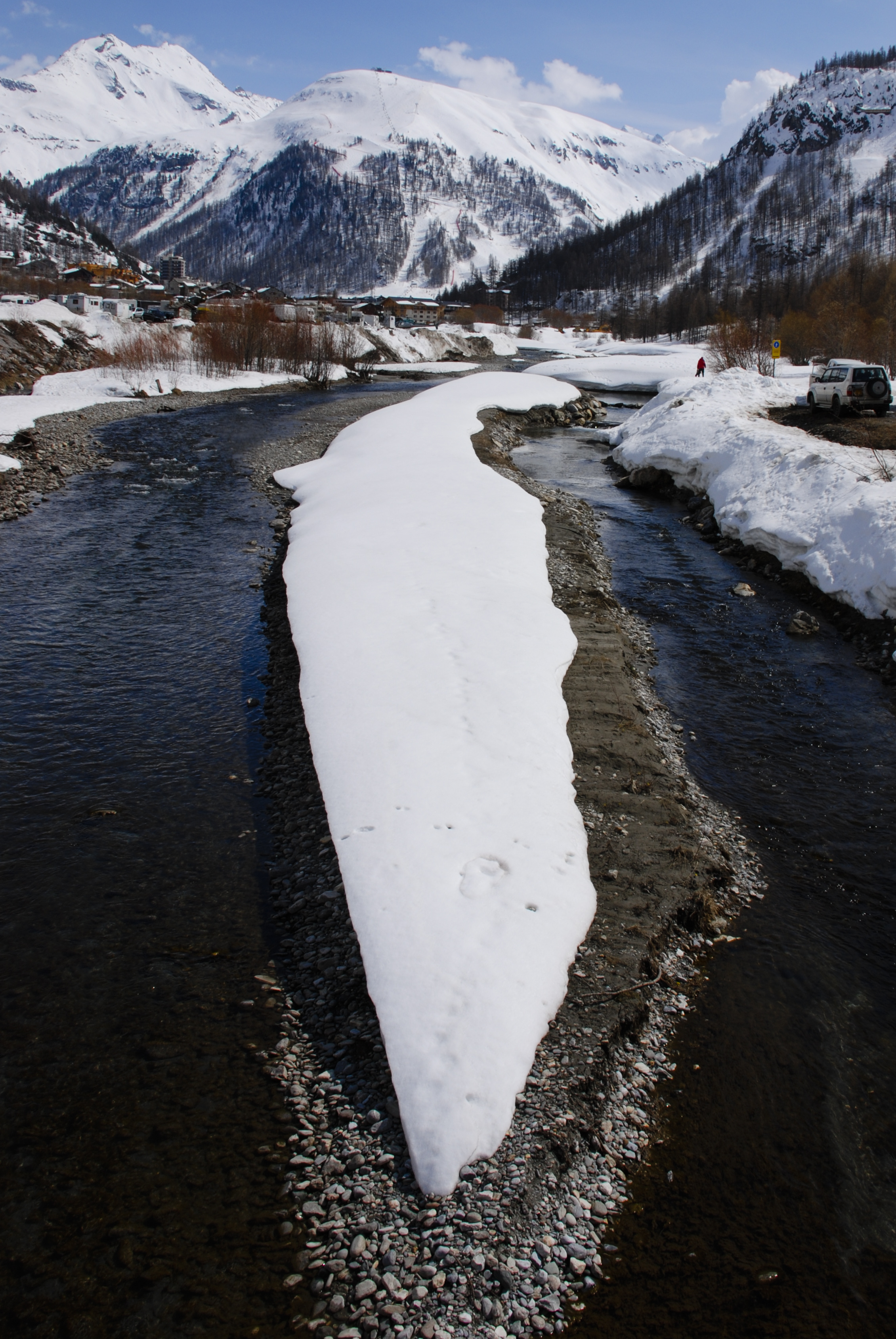
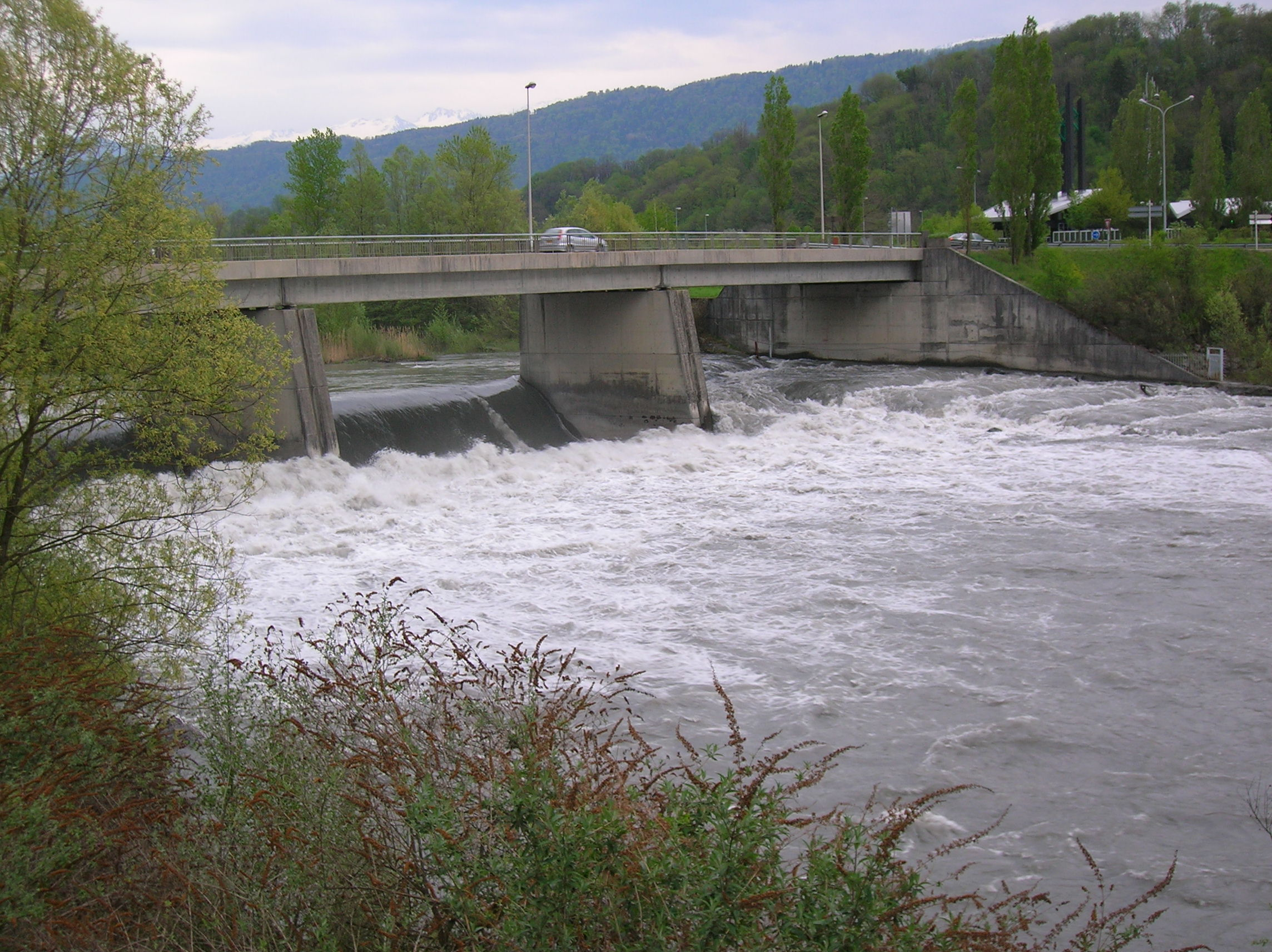
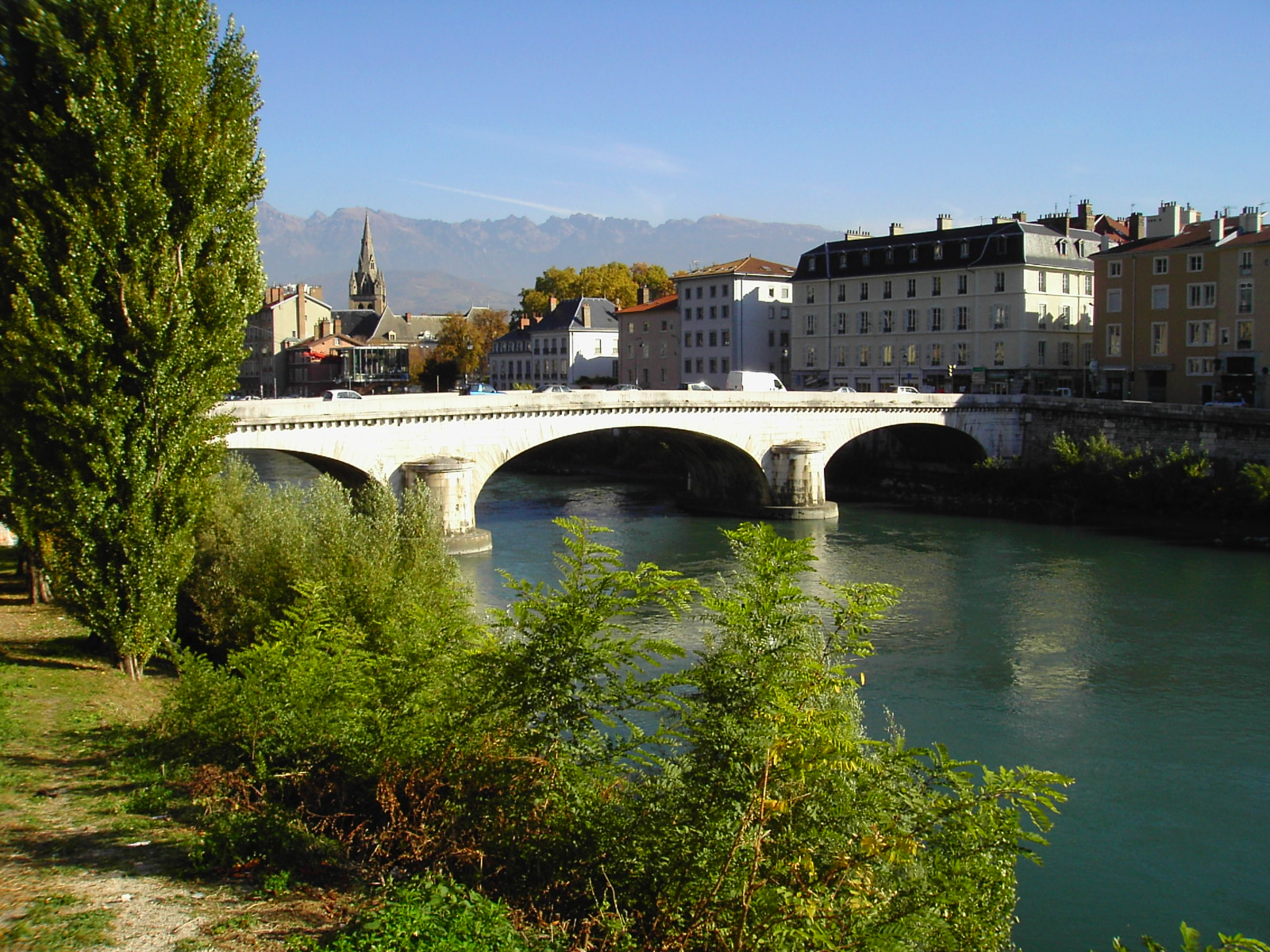
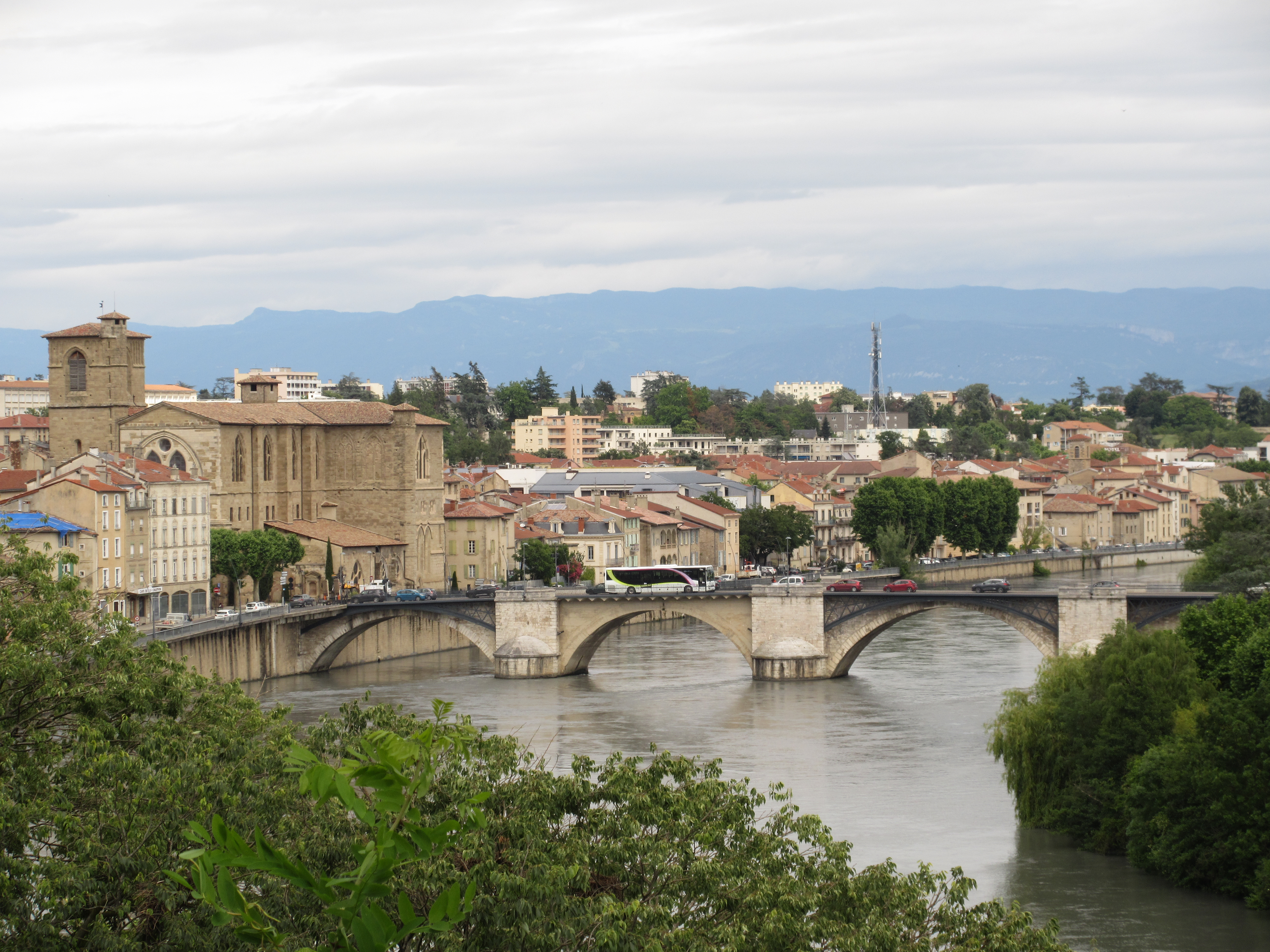
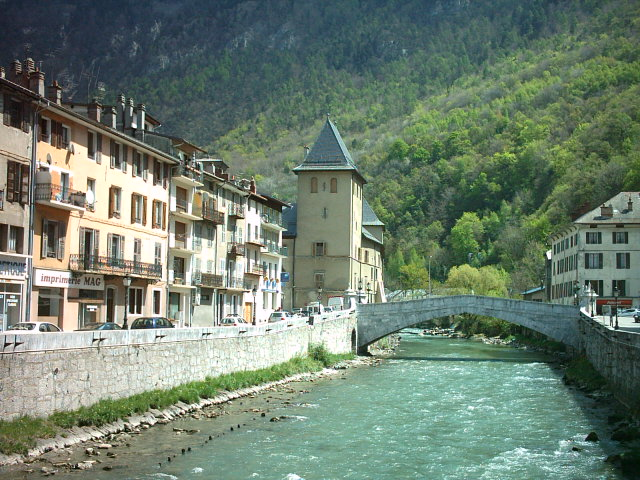
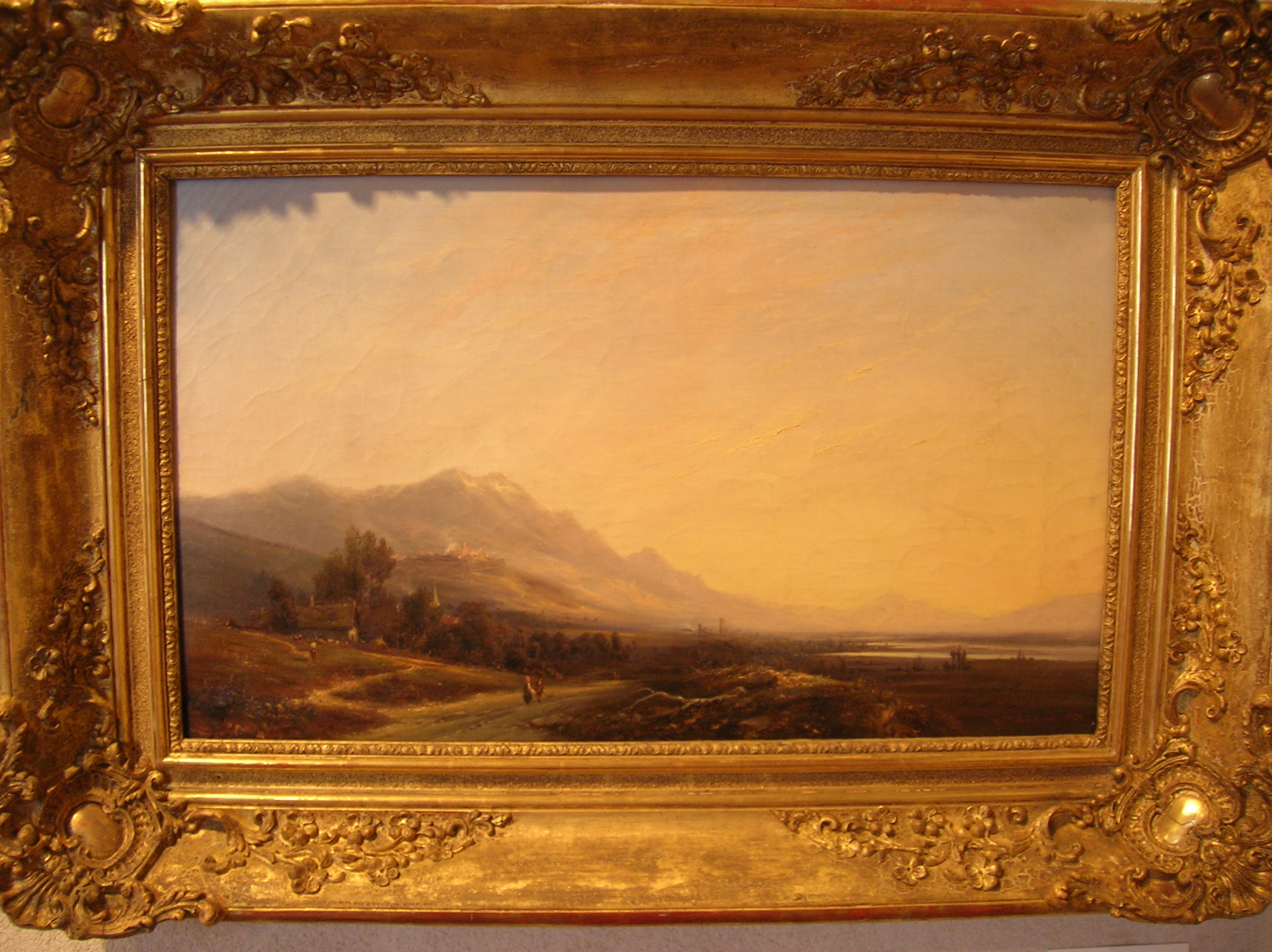